# Hoffmannseggia eremophila
Hoffmannseggia eremophila es una especie de planta floral del género Hoffmannseggia, tribu Caesalpinieae. Fue descrita por (Phil.) Burkart ex Ulibarri y publicada por primera vez en Darwiniana 22: 145 (1979).
Es una planta perenne que crece en zonas subalpinas.

## Distribución
Se distribuye por el noroeste argentino y el centro y norte de Chile.